# Julia Schuyten
Juliana "Julia" Schuyten (Gouda, 16 november 1914 - Lier, 30 januari 2005) was een in Nederland geboren Belgisch onderduikgever. Samen met haar man Klaas Sluys verborg ze tijdens de Tweede Wereldoorlog Joden, waarvoor ze in 1997 erkend werd als Rechtvaardige onder de Volkeren. Een getuigenis van Schuyten uit 1999 leidde tot de ontdekking van een niet eerder geïdentificeerd netwerk van minstens zeventien protestanten die minstens 29 Joden hielpen in de omgeving van Antwerpen en Leuven, van wie 22 de oorlog overleefden.

## Biografie

### Tijdens de oorlog
In de lente van 1942 vroeg de Gereformeerde Kerk aan Schuytens man, Klaas Sluys, om Gottfried Finkel, een jonge Russische Jood, te werk te stellen. Sluys woonde op dat moment met Schuyten in het Withof, een kasteeltje in de Heuvelstraat in Boechout. Hiernaast leidde hij een parfum- en smaakstoffenfabriek, NV Chemical Works, en daar werd Finkel tewerkgesteld. Finkel werkte er uitsluitend 's nachts, om contact met de andere werknemers te vermijden. In het Withof doken, naast Finkel en zijn zus Selma, nog verschillende mensen onder: de Pools-Oostenrijkse Jood Sigmund Hönig, een fabrikant van parfum en permanenttoestellen, dook er onder samen met zijn vriend Heinz Schindler, zus Anna Kron-Hönig, vrouw Rosa Gross en dochters Lily en Edith. Dit vlak voor de eerste grote razzia op 15 en 16 augustus 1942 in Antwerpen, waarbij 845 Joden werden gearresteerd en gedeporteerd.
Henri Schuyten en Margriet Oudheusden, de in Antwerpen wonende ouders van Julia Schuyten, hielden de ouders van Finkel verborgen. Eerder verborgen ze ook al enkele Joodse tieners. De familie Finkel werd niet veel later naar de zuivelhandelaar Door Hendrickx overgeplaatst, maar moesten hem hiervoor een hoge geldsom van 150 Belgische frank per dag betalen. In november werd de familie Hönig naar Schuytens broer René Schuyten en zijn vrouw Nelly Opstelten gestuurd, die pas een huis in Edegem hadden gehuurd. Later gingen ook zij naar Hendrickx, net als een schoonzus van Hönig, Rosl Gross-Berlstein.
Sluys en Schuyten zorgden in oktober 1942 voor een schuilplaats voor de Roemeense Myriam Grosz-Reichman, haar drie kinderen Paula, Alexander en Annie, haar achternicht Sylvie Reichman en diens grootmoeder Dobe Grunspan-Thaler, nadat de ouders van Sylvie in september 1942 waren opgepakt tijdens een razzia. Hierdoor moest wegens plaatsgebrek ook Heinz Schindler naar Hendrickx worden gebracht. Dobe Grunspan-Thaler vond een nieuw onderkomen in Hove, waar ze tot aan de bevrijding verbleef. Jeanne Schuyten, de zus van Julia Schuyten, bood in 1942 onderdak aan Hersz Nadel, een Poolse Jood, maar midden januari 1943 vroeg ze aan haar zus om Nadel in het Withof op te vangen, wat ook gebeurde.

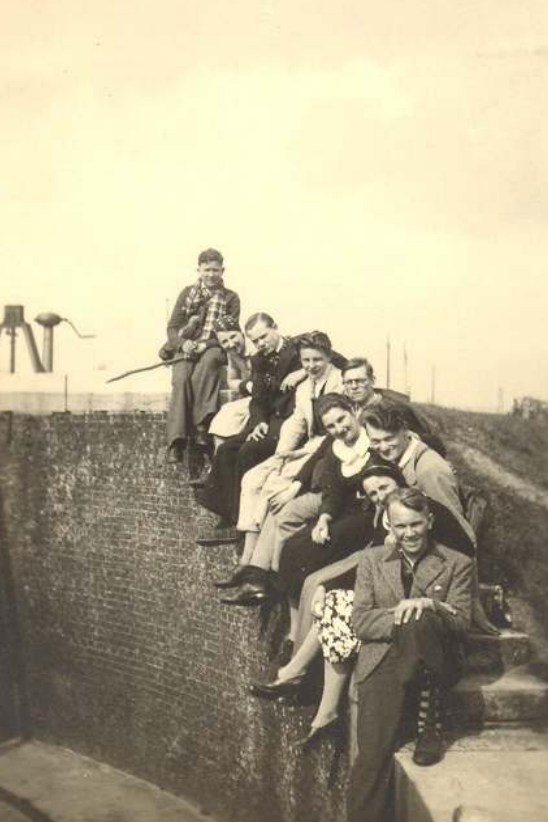
De vriendengroep van Schuyten (4de), met onder andere Sluys (3de) en Charles Hendrickx (7de) in 1936

In de nacht van 30 op 31 januari 1943 viel de Sicherheitspolizei und SD binnen in het Withof en de fabriek. Hier werden Nadel, Grose-Reichman en haar kinderen ontdekt en opgepakt. Ze werden naar Kazerne Dossin overgebracht, van waaruit ze naar Auschwitz werden gedeporteerd. Geen van hen overleefde dit. Sluys belandde in de gevangenis van Antwerpen, waar ook Hendrickx ongeveer gelijktijdig terechtkwam. Sylvie Reichman wist te ontkomen doordat Schuyten zei dat ze vier kinderen had in plaats van de werkelijke drie. Aangezien ze zoveel kinderen had, werd Schuyten bovendien niet opgepakt.
Schuytens ouders verhuisden naar het Withof, waar Schuyten nu zonder haar man vier jonge kinderen moest opvoeden, enkele onderduikers in andere huizen moest onderhouden en het parfumbedrijf draaiende moest houden. In mei 1943 werd Reichman naar Henri Rooze en Truus van Buuren in Korbeek-Lo overgebracht, die al een ander Joods meisje verborgen hielden en tot aan de bevrijding nog zes anderen zouden verbergen.
Sluys werd later nog overgeplaatst naar de gevangenis van Sint-Gillis en die van Leuven, alvorens hij naar het Duitse Kassel werd gebracht. Na het bombardement op Kassel werd hij tewerkgesteld in een vliegtuigfabriek in Nieder-Roden, in Rodgau. Via een vriendin wist Schuyten een hooggeplaatste rechter te bereiken, die in ruil voor steekpenningen bereid was Sluys vervroegd vrij te laten. Op 28 juni 1944 werd hij van het gevangenenkamp van Rodgau opnieuw overgebracht naar de gevangenis van Antwerpen, waar hij op 13 juli 1944 werd vrijgelaten.
In de loop van 1943 bleek ook een inval bij Hendrickx nakende, die hierom de bij hem ondergedoken Joden wegstuurde. De Hönigs, de Finkels, Gross-Berlstein en Schindler kwamen uiteindelijk bij Opstelten en René Schuyten terecht. Igo Gross, de man van Gross-Berlstein die eerder ondergedoken zat bij Hendrickx' zoon Charles, wist uit de trein naar Auschwitz te ontsnappen en vervoegde zich bij de anderen. Hendrickx belandde dus net als Sluys in de gevangenis, en werd samen met zijn zoon tewerkgesteld in Frankrijk voor de bouw van de Atlantikwall. Hier wisten zij te ontsnappen, waarna ze tot de bevrijding onderdoken in Geel. Philomena Coenen, de vrouw van Hendrickx, werd na zes maanden voorarrest in Antwerpen weer vrijgelaten.
Schindler wist via een connectie een huurappartement in Sint-Joost-ten-Node te bemachtigen, waar de Hönigs, de Finkels, de Gross en Schindler zelf vanaf april 1943 terecht konden tot aan de bevrijding. Schuyten zorgde voor financiële hulp. Ze wisten allemaal de oorlog te overleven. Ook Sylvie Reichman en haar grootmoeder Dobe Grunspan-Thaler overleefden de oorlog, en emigreerden in 1947 naar de Verenigde Staten, waar Reichman geadopteerd werd door een oom en tante.

### Na de oorlog
Op 24 september 1946 stichtten Schuyten, Sluys en twaalf anderen het protestantse Boechouts Comité. De groep begon in oktober 1954 een School met de Bijbel, waar ze ook protestantse kerkdiensten lieten doorgaan. Schuyten werd bovendien de verantwoordelijke uitgever van Het Vlaams Kerkblad, met een oplage van meer dan 30.000 exemplaren. In 1964, vlak voor de dood van Sluys, opende een protestants kerkgebouw zijn deuren in Boechout, dat er anno 2023 nog steeds staat en dienst doet. Op 25 juni 1965 overleed Sluys aan acute leukemie, en bijna veertig jaar later, op 30 januari 2005, overleed ook Schuyten. Samen hadden ze zeven kinderen.

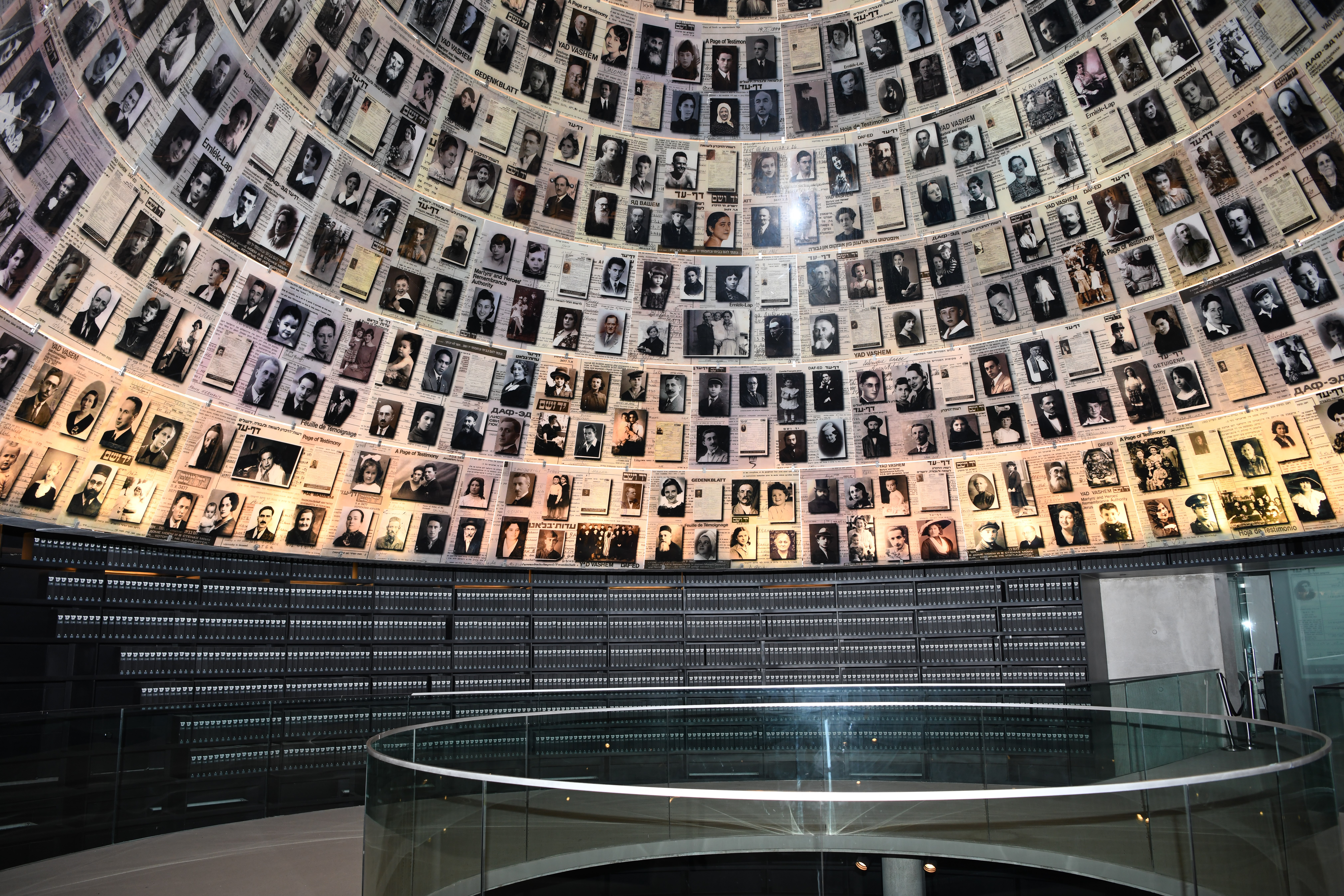
De Hall of Names in Yad Vashem

## Erkenning
Edith Hönig, een van de dochters van Sigmund Hönig, droeg Klaas Sluys (postuum) en Julia Schuyten in 1997 voor aan Yad Vashem, die hen erkende als Rechtvaardige onder de Volkeren. In 2006 vroeg Sylvie Reichman dezelfde erkenning aan voor Henri Rooze en Truus van Buuren, en ook zij werden postuum Rechtvaardige onder de Volkeren. De onderscheidingen werden op 8 oktober 2007 in het stadhuis van Brussel aan hun zoon Joop Rooze overhandigd. De vier namen staan op een eremuur in het museum in Jeruzalem.
In 1999 getuigde Schuyten over haar leven in het boek Van binnen weent mijn hart van Jan De Volder en Lieve Wouters.
In 2022 werd een zijstraat van de Boechoutse Heuvelstraat, waar het Withof zich bevond, vernoemd naar Schuyten. Eerder had deze straat de naam De Cletse, maar hij werd hernoemd naar Julia Schuytenlei.